# Легенда о Корре (1 сезон)
Книга первая: Воздух (англ. Book One: Air) — первый сезон американского анимационного сериала «Легенда о Корре», созданного Майклом Данте ДиМартино и Брайаном Кониецко. Первый сезон состоит из 12 серий, которые называют главами.
Изначально сериал был задуман как 12-серийный мини-сериал, состоящий из одного сезона. Однако телеканал Nickelodeon расширил рамки проекта до целого сезона из 26 эпизодов, а в июле 2012 — до двух сезонов из 26 серий в каждом.
В первой книге рассказывается о новом Аватаре, девушке из Южного Племени Воды по имени Корра, которая уже освоила три стихии, воду, землю и огонь, и теперь ей нужен единственный в мире учитель магии воздуха, сын Катары и Аватара Аанга — Тензин. Для этого Корра отправляется в центр современного мира — город Республику, где ей предстоит не только найти друзей, но и узнать о грядущей революции против магов, которую готовят Уравнители во главе с таинственным Амоном.

## Список эпизодов
| № | #  | Название                                                              | Режиссёр                      | Сценарист                             | Дата показа в США | Дата показа в России | Код серии | Зрители США (миллионы) |
| --- | -- | --------------------------------------------------------------------- | ----------------------------- | ------------------------------------- | ----------------- | -------------------- | --------- | ---------------------- |
| 1 | 1  | «Welcome to Republic City» «Добро пожаловать в Республиканский город» | Хуакин Дос Сантос Ки Хьян Руи | Майкл Данте ДиМартино Брайан Кониецко | 14 апреля 2012    | 26 августа 2012      | 101       | 4.49                   |
| Kорра покидает свой дом, и отправляется в Республиканский город, чтобы начать обучение магии воздуха. Но город совсем не такой, каким она его себе представляла... |    |                                                                       |                               |                                       |                   |                      |           |                        |
| 2 | 2  | «A Leaf in the Wind» «Лист на ветру»                                  | Хуакин Дос Сантос Ки Хьян Руи | Майкл Данте ДиМартино Брайан Кониецко | 14 апреля 2012    | 2 сентября 2012      | 102       | 4.49                   |
| Kорра останавливается в Храме Воздуха у своего нового учителя Tензина. Однако обучение даётся с трудом. Чтобы отвлечься, Корра посещает знаменитую Арену, где тут же знакомится с двумя братьями, Mако и Болином... |    |                                                                       |                               |                                       |                   |                      |           |                        |
| 3 | 3  | «The Revelation» «Откровение»                                         | Хуакин Дос Сантос Ки Хьян Руи | Майкл Данте ДиМартино Брайан Кониецко | 21 апреля 2012    | 9 сентября 2012      | 103       | 3.55                   |
| Команда «Огненных Хорьков» переживает не лучшие времена: если они не внесут денежный взнос за участие в Турнире, то будут из него исключены. Болин пытается немного заработать, устраивая уличные представления с участием своего хорька Пабу... |    |                                                                       |                               |                                       |                   |                      |           |                        |
| 4 | 4  | «The Voice in the Night» «Голос в ночи»                               | Хуакин Дос Сантос Ки Хьян Руи | Майкл Данте ДиМартино Брайан Кониецко | 28 апреля 2012    | 16 сентября 2012     | 104       | 4.08                   |
| Советник Тарлок выдвигает идею создания спецотряда, целью которого станет борьба с Амоном и Уравнителями. Несмотря на протесты Тензина, Совет даёт Тарлоку согласие... |    |                                                                       |                               |                                       |                   |                      |           |                        |
| 5 | 5  | «The Spirit of Competition» «Дух соревнования»                        | Хуакин Дос Сантос Ки Хьян Руи | Майкл Данте ДиМартино Брайан Кониецко | 5 мая 2012        | 23 сентября 2012     | 105       | 3.78                   |
| Корра уходит из спецотряда Тарлока и готовится к Турниру на Арене. Она начинает испытывать чувства к Мако и признается ему в этом. Но Мако любит Асами, хоть и не может разобраться в чувствах к Корре... |    |                                                                       |                               |                                       |                   |                      |           |                        |
| 6 | 6  | «And the Winner is…» «Победителем становится…»                        | Хуакин Дос Сантос Ки Хьян Руи | Майкл Данте ДиМартино Брайан Кониецко | 12 мая 2012       | 30 сентября 2012     | 106       | 3.88                   |
| Друзья готовятся к финальному матчу с командой «Летучие волки», но неожиданно слышат выступление Амона по радио, который рекомендует отменить мероприятие во избежание последствий... |    |                                                                       |                               |                                       |                   |                      |           |                        |
| 7 | 7  | «The Aftermath» «Последствия»                                         | Хуакин Дос Сантос Ки Хьян Руи | Майкл Данте ДиМартино Брайан Кониецко | 19 мая 2012       | 7 октября 2012       | 107       | 3.45                   |
| Мако и Болин вынужденно переезжают в особняк Асами. Корра расстроена этим, но тем не менее старается подружиться с Асами и приходит к ней в гости... |    |                                                                       |                               |                                       |                   |                      |           |                        |
| 8 | 8  | «When Extremes Meet» «Когда встречаются крайности»                    | Хуакин Дос Сантос Ки Хьян Руи | Майкл Данте ДиМартино Брайан Кониецко | 2 июня 2012       | 14 октября 2012      | 108       | 2.98                   |
| Корра ссорится с членом совета, Тарлоком, а Уравнители продолжают активную деятельность. Мако, Асами, Болин и Корра решают создать свою Команду Аватара и победить Уравнителей... |    |                                                                       |                               |                                       |                   |                      |           |                        |
| 9 | 9  | «Out of the Past» «Послание из прошлого»                              | Хуакин Дос Сантос Ки Хьян Руи | Майкл Данте ДиМартино Брайан Кониецко | 9 июня 2012       | 21 октября 2012      | 109       | 3.58                   |
| Тарлок обвиняет в похищении Корры Уравнителей. Лин Бейфонг забирает друзей Корры из тюрьмы. Вместе с Тензином они проникают в убежище Уравнителей и выясняют, что нападение на Ратушу — не их рук дело... |    |                                                                       |                               |                                       |                   |                      |           |                        |
| 10 | 10 | «Turning the Tides» «Перелом»                                         | Хуакин Дос Сантос Ки Хьян Руи | Майкл Данте ДиМартино Брайан Кониецко | 16 июня 2012      | 28 октября 2012      | 110       | 3.54                   |
| Уравнители начинают полномасштабную атаку на город. Тензина спасает от плена команда Аватара. Полиция пытается сопротивляться, но терпит поражение... |    |                                                                       |                               |                                       |                   |                      |           |                        |
| 11 | 11 | «Skeletons in the Closet» «Скелеты в шкафу»                           | Хуакин Дос Сантос Ки Хьян Руи | Майкл Данте ДиМартино Брайан Кониецко | 23 июня 2012      | 4 ноября 2012        | 111       | 3.68                   |
| Команда Аватар живёт в коллекторе с бродягами, ожидая прибытия генерала Айро. Мако и Корра испытывают всё большую близость друг к другу... Корра и Мако находят Таррлока который рассказывает им об Амоне. |    |                                                                       |                               |                                       |                   |                      |           |                        |
| 12 | 12 | «Endgame» «Конец игры»                                                | Хуакин Дос Сантос Ки Хьян Руи | Майкл Данте ДиМартино Брайан Кониецко | 23 июня 2012      | 5 ноября 2012        | 112       | 3.68                   |
| Болин, Асами и Айро находят секретный аэродром Уравнителей. Айро захватывает самолёт и преследует врага, Болин разрушает аэродром, Асами вступает в схватку на меха-танках с отцом. Асами побеждает отца и его сажают в тюрьму. Амон лишает Корру магии, но в этот момент она овладевает магией воздуха. Корра побеждает Амона и тот бежит к своему брату и просит у него прощения. Братья покинули остров на моторной лодке но Тарлок взорвал лодку и они вместе с Ноатаком погибли. К Корре приходит дух Аанга и возвращает ей магию и способность возвращать магию другим. Корра вернула магию Лин Бейфонг и вероятно другим магам. |    |                                                                       |                               |                                       |                   |                      |           |                        |

## Оценка сезона

### Рейтинги
Премьеру сериала в США посмотрели 4,5 миллиона телезрителей, установив рекорд среди всех мультсериалов, показанных в США в 2012 году. Хотя эта цифра так и осталась непревзойдённой, рейтинг других серий ни разу не опустился ниже отметки в 3 миллиона телезрителей. Этот блестящий результат и положительные отзывы критиков способствовали тому, что сериал был продлён ещё на три сезона.